# Stabilopod

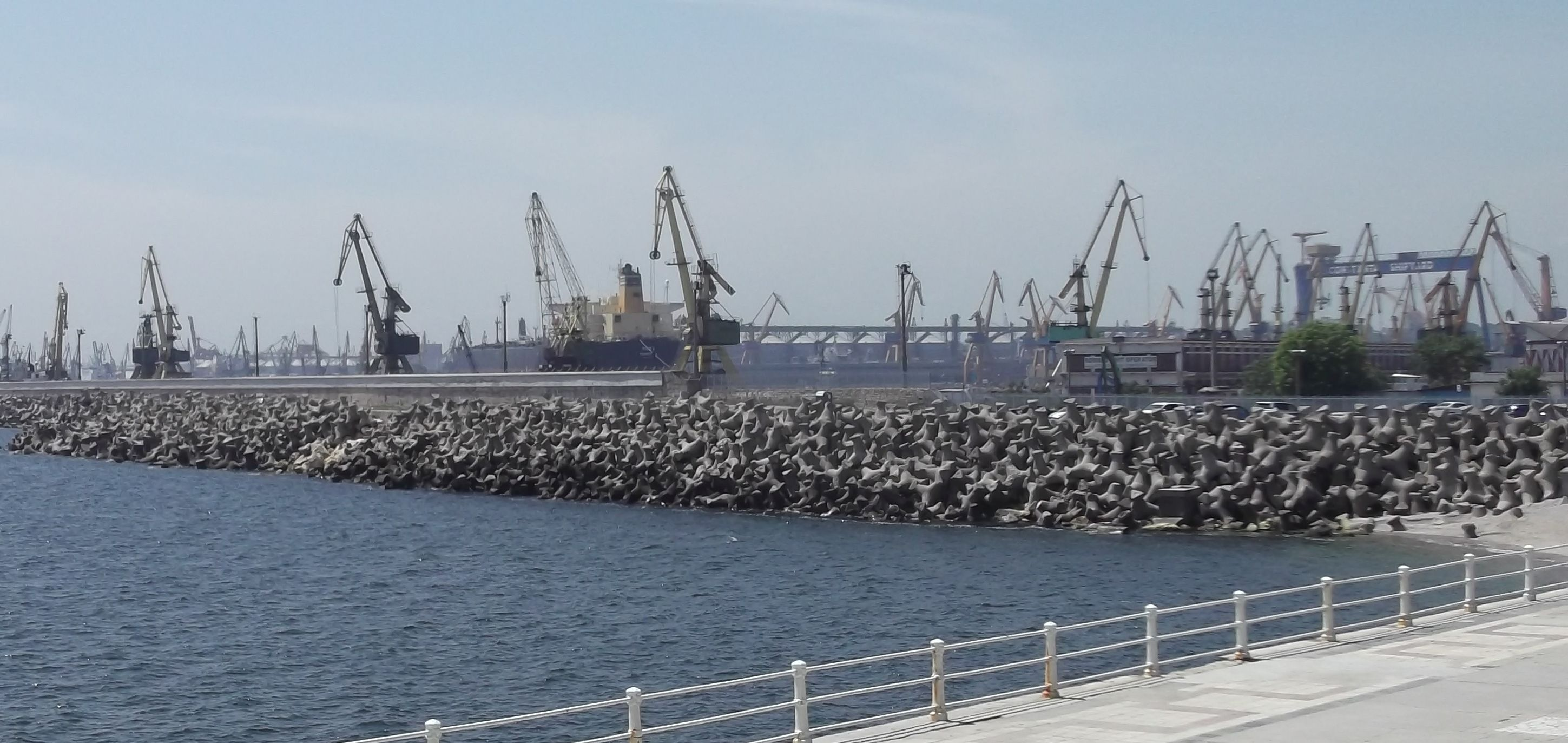
Dig portuar protejat cu stabilopozi.

Stabilopodul este o structură de beton cu formă tetraedrică (tetrapod echifacial) folosită în lucrările hidrotehnice. La proiectarea acestuia au participat inginerul Mircea Ulubeanu, dr. inginer Mircea Lateș,  cercetători de la ISCH București și proiectanți de la IPTANA. Invenția respectivă a fost brevetată la OSIM (brevetul de invenție nr. 56.171) sub denumirea „bloc din beton pentru apărarea construcțiilor expuse valurilor”.
Structuri similare cu stabilopodul sunt:
- Tetrapod - creat in 1950 de Pierre Danel si Paul Anglès d'Auriac in Laboratorul Dauphinois d'Hydraulique (acum Artelia) în Grenoble, Franța;
- Modified Cube - SUA 1959;
- Stabit - UK 1961;
- Akmon - Țările de Jos (Olanda) 1962;
- Dolos - Africa de Sud 1963;
- Seabee - Australia 1978;
- Accropode - Franța 1981;
- Hollow Cube - Germania 1991;
- A-jack - SUA 1998;
- Xblok - Țările de Jos (Olanda) 2001.

Stabilopozii au fost utilizați atât ca „manta de protecție la acțiunea valurilor” pentru digurile Portului Constanța cât și pentru lucrări de protecție costieră de-a lungul litoralului românesc.

## Legături externe
- „Stabilopodul – pe urmele unei istorii (I).pdf” (PDF), Ibn.idsi.md, 2016, accesat în 5 iunie 2020